# تشارلز إتش. باركر
تشارلز إتش. باركر هو شخصية أعمال وسياسي أمريكي، ولد في 16 نوفمبر 1814، وتوفي في 3 مارس 1890. نشط حزبياً في الحزب الجمهوري. وقد انتخب عضو جمعية ولاية ويسكونسن ‏.